# César Portela
César Portela Fernández-Jardón, né à Pontevedra le 18 avril 1937, est un architecte espagnol.

## Biographie
.

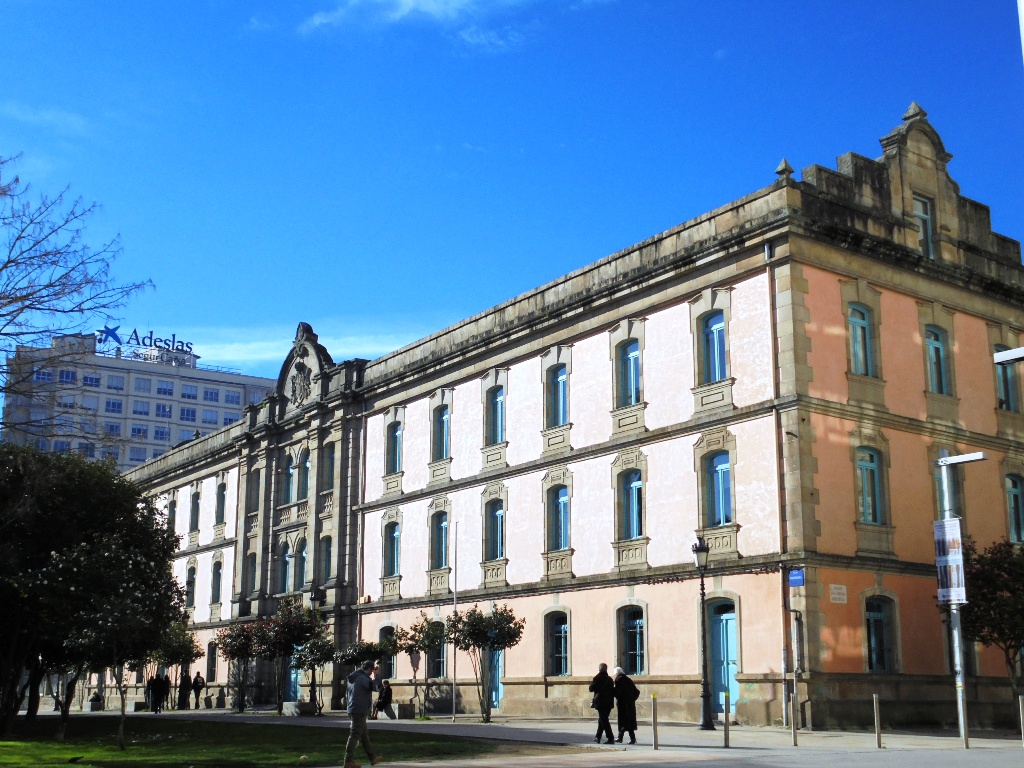
Faculté des Beaux Arts de Pontevedra

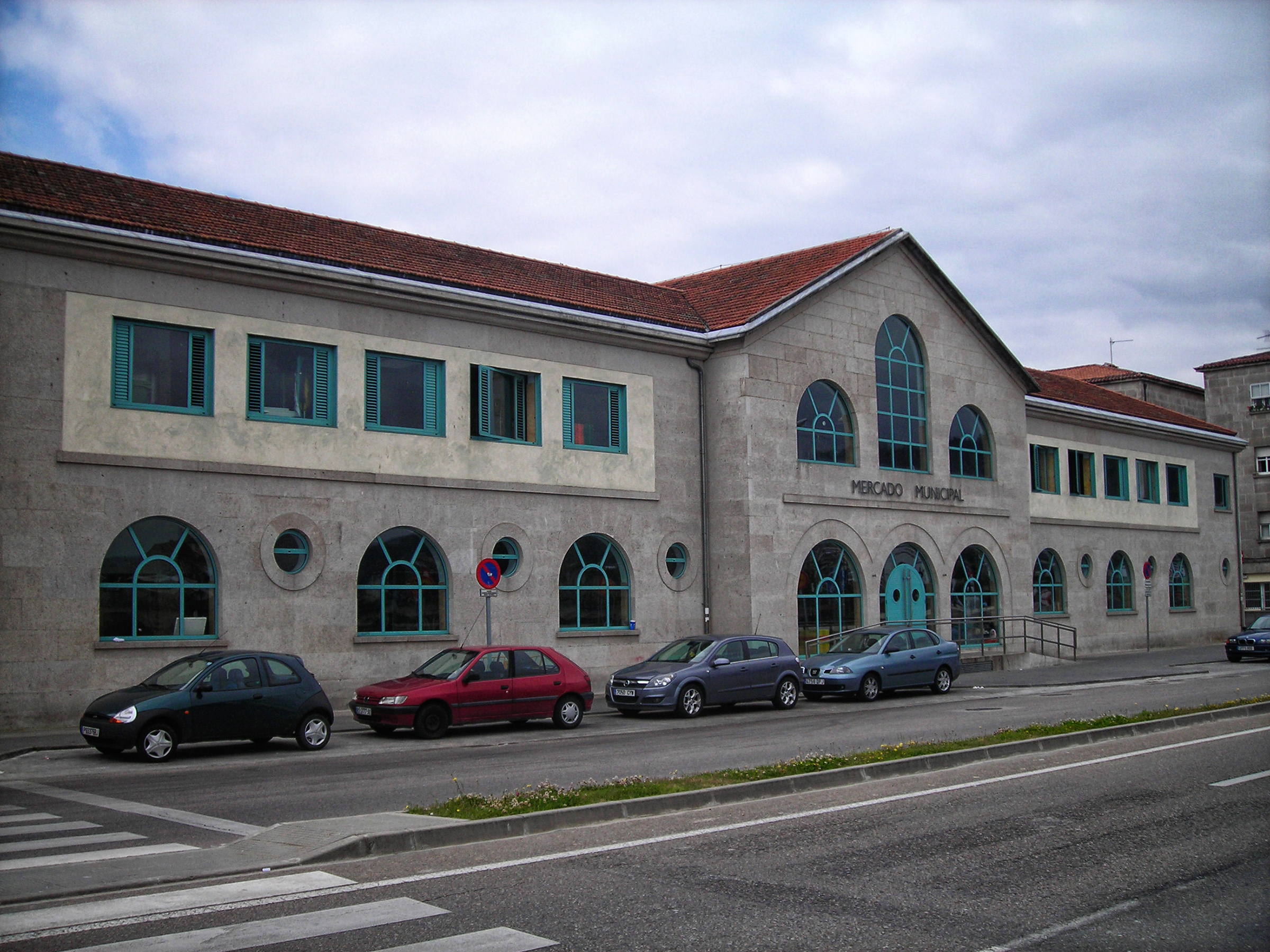
Rénovation du Marché Municipal de Pontevedra.

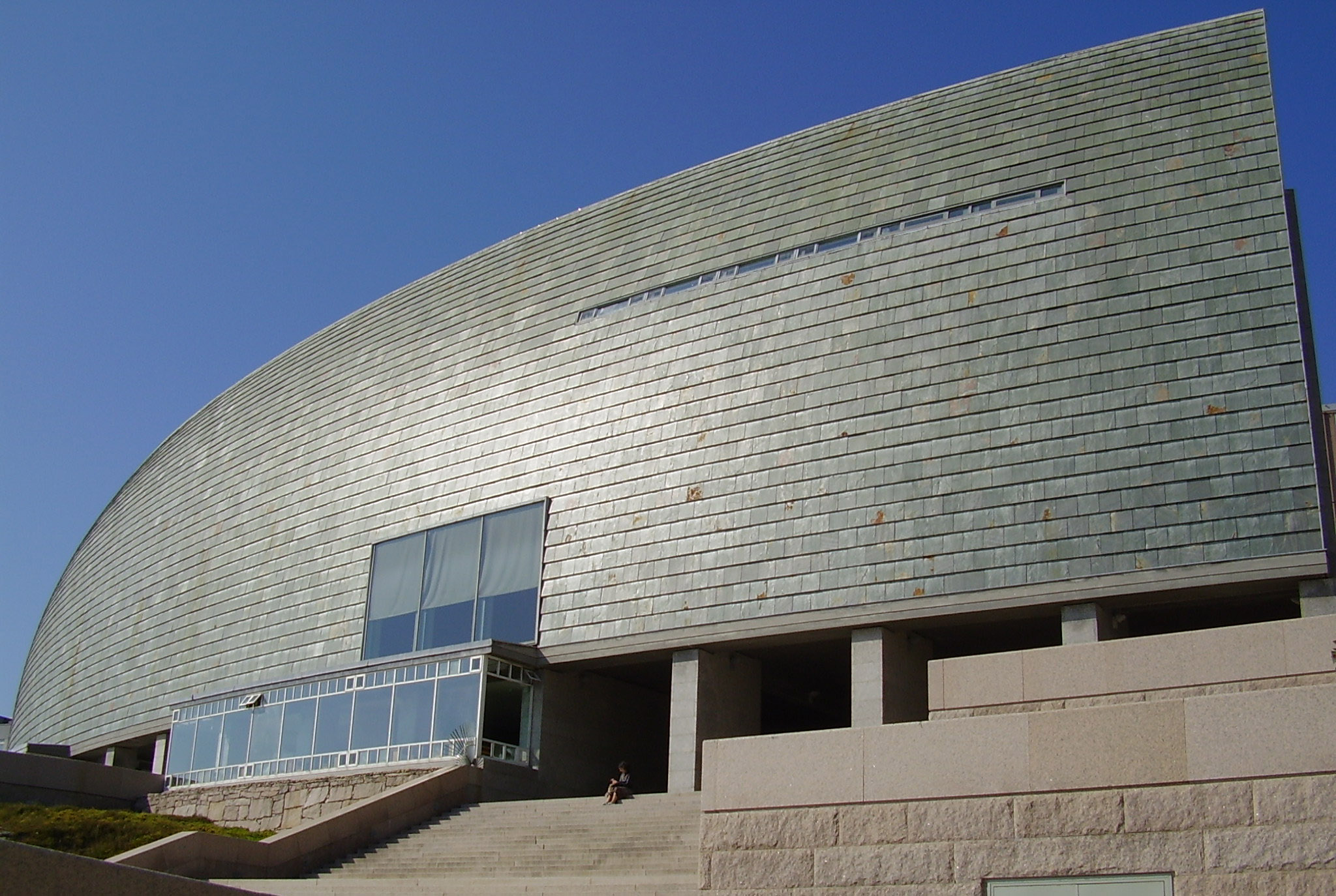
Musée Domus à La Corogne.

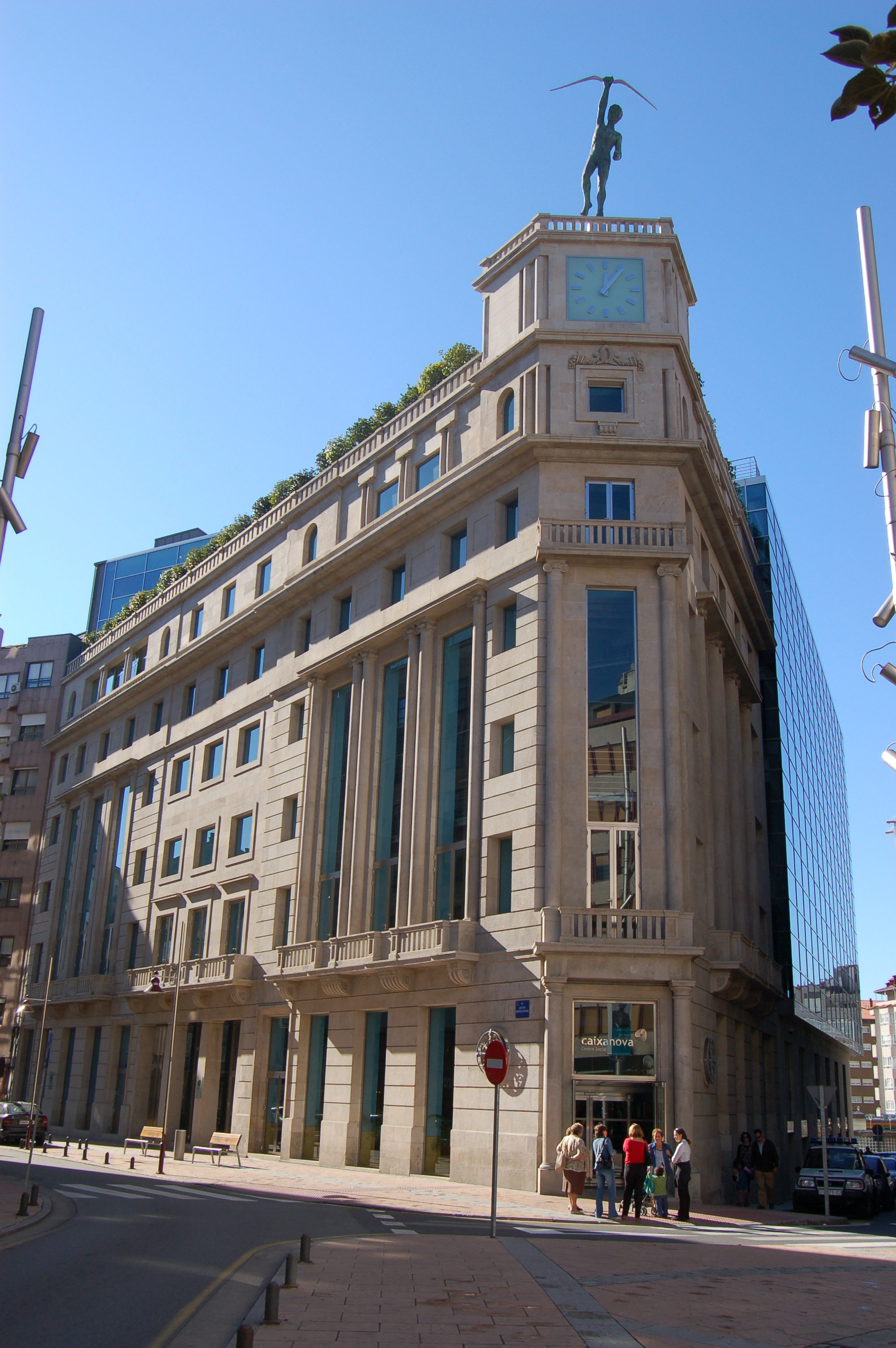
Rénovation de la Caisse de Pontevedra

Fils d' Agustín Portela Paz, il étudie aux écoles d'architecture de Madrid et de Barcelone, obtient son diplôme en 1966 et obtient son doctorat deux ans plus tard.
Il a été professeur invité dans de nombreuses universités et institutions, telles que l'École d'architecture de Pampelune, Nancy, Caracas, Lisbonne et Weimar. Il a collaboré à l'organisation et à la conception de divers séminaires et ateliers d'architecture, comme celui dirigé par Aldo Rossi à Saint-Jacques-de-Compostelle (1974), les Ateliers internationaux d'architecture de Naples, Belfort et Caracas, la IV Biennale d'architecture de Santander, ou le Séminaire Culture et Nature: Architecture et Paysage, dépendant de l'Université Internationale Menéndez Pelayo sur l' île de San Simón dans la province de Pontevedra, ainsi que la direction, avec Óscar Tenreiro, du Séminaire d'Architecture de l' Université de Weimar.
Récompensé par le prix national d'architecture espagnol en 1999 pour la construction de la gare routière de Cordoue, il a reçu des distinctions et des honneurs de diverses institutions nationales et internationales. Il a également effectué un travail d'enseignement approfondi, occupant actuellement la Chaire de Projets Architecturaux de l' École Technique supérieure d'Architecture de La Corogne.

## Réalisations
- Faculté des beaux-arts de Pontevedra[1] (Pontevedra, 1994).
- Domus (La Corogne, 1995, avec Arata Isozaki).
- Phare de Punta Nariga (Malpica de Bergantiños, 1995).
- Cimetière de Fisterra (Fisterra, 2002).
- Musée de la mer (Vigo, 2002, avec Aldo Rossi).
- Rénovation du Marché Municipal de Pontevedra (Pontevedra 2003).
- Gare routière de Cordoue (Cordoue, 1999), Prix national d'architecture d'Espagne.
- Centre des congrès de La Corogne (La Corogne, 2003, avec Ricardo Bofill).
- Centre culturel Caisse de Pontevedra (Pontevedra, 2004)
- Rénovation Immeuble art nouveau Place de la Herrería (Pontevedra, 2005)
- Observatoire astronomique de Cotobade (Carballedo, Cerdedo-Cotobade, 2009, avec Magdalena Portela).
- Piscine thermale d'As Burgas (Ourense, 2010).
- Auditorium Pazo de Congresos Mar de Vigo (2011).

## Remarques
1. ↑  Facultade de Belas Artes de Pontevedra